# Lluís Ansó i Landa
Lluís Ansó i Landa (Aragó, 1934 - Gallecs, 12 de febrer de 2016) va ser un activista ecologista i social català, defensor del caràcter natural i agrari de l'espai de Gallecs, amenaçat d'urbanització des de finals dels anys seixanta. És pare de Pol Ansó, actual portaveu de la Plataforma en Defensa de Gallecs.
Lluís Ansó va arribar de jove a Catalunya, i va anar a viure a Gallecs, on es va casar amb Neus Ros, filla de pagès. Quan el Ministerio de la Vivienda de l'administració franquista, a principis dels anys setanta, va decidir expropiar 1.741 hectàrees agrícoles de Gallecs per construir-hi una nova ciutat prevista pel Pla metropolità, es va gestar tot un moviment social de defensa contra la urbanització d'aquell territori. Ansó va ser un dels que no va abandonar casa seva i va militar a la Comissió de Defensa de Gallecs, creada l'any 1977 i organitzadora d'una marxa històrica el 1978; més tard, entre 1992 i 2005, va formar part del Cànem, grup ecologista molletà.
La seva lluita continuada, que evidenciava que l'amenaça sobre Gallecs continuava també en democràcia, va fer que en Lluís Ansó esdevingués tot un símbol. L'any 2008 es va celebrar un acte popular en reconeixement de la seva trajectòria.